# Parasztvakítás
A Parasztvakítás (eredeti címe: Холоп, angol címei: Serf vagy Son of a Rich) 2019-es orosz filmvígjáték.

## Rövid történet
Egy elkényeztetett férfi azt hiszi, hogy visszament az időben és egy 19. századi faluban él, miután az apja rászedi.

## Szereplők
| Szereplő                        | Színész                | Magyar hang          |
| ------------------------------- | ---------------------- | -------------------- |
| Grisa                           | Miloš Biković          | Szabó Máté           |
| Liza                            | Alekszandra Bortics    | Csifó Dorina         |
| Lev Arnoldovics, a pszichológus | Ivan Ohlobisztyin      | Rába Roland          |
| Pása, Grisa apja                | Alekszandr Szamoljenko | Lux Ádám             |
| Proska                          | Szergej Szocerdotszkij | Kossuth Gábor        |
| Anasztaszija                    | Marija Mironova        | Solecki Janka        |
| Alekszej Dmitrijevics           | Kirill Nagijev         | Debreczeny Csaba     |
| Lyuba                           | Szófija Zajka          | Nádasi Veronika      |
| Avdej                           | Vilen Babicsev         | Csík Csaba Krisztián |

## Fogadtatás
A. V. Valley kritikus szerint a film a Truman Show és a Halló, itt Iván cár! című filmek keveréke. Az orosz sajtótól összességében pozitív kritikákat kapott. A film.ru oldal kritikusa, Vlagyimir Suravin 7 ponttal értékelte a tízből.